# Collaborations (album Space Tribe)
Collaborations – album Space Tribe wydany 4 stycznia 2005 roku nakładem Space Tribe Music.

## Lista utworów
1. Space Tribe vs GMS – 3rd Eye Spacebass mix
2. Space Tribe vs C.P.U – Single Dose
3. Space Tribe vs Electric Universe – The Acid Test
4. Space Tribe vs Psywalker – Twitch
5. Space Tribe vs Safi Connection – Dinner With God – remiks
6. Space Tribe vs C.P.U – Wacko
7. Space Tribe vs Gms – Alternate Future
8. Space Tribe vs Psywalker – Tall Poppy Syndrome
9. Space Tribe vs X-Dream – Turn On Turn Off